# Guerre Creek de 1836
La guerre Creek de 1836 (connue également comme le soulèvement Creek d'Alabama ou la seconde guerre Creek) est un conflit qui opposa les États-Unis et une partie de la nation Creek entre 1836 et 1837. Elle se déroula dans la zone frontière entre l'Alabama et la Géorgie le long du cours de la Chattahoochee. Elle se conclut par la défaite des forces creeks et la déportation du peuple creek de leurs terres vers le Territoire indien à l'ouest du Mississippi, ou par leur fuite vers la Floride.

## Contexte
Avant la colonisation européenne de l'Amérique, la Nation creek vivait dans une région s'étendant sur une bonne partie des actuels États de Géorgie et d'Alabama. Au XVIIIe siècle, les Britanniques fondèrent la province de Géorgie à l'est du territoire creek. Les relations entre colons et Creeks se dégradèrent lors de la révolution américaine. Les Creeks, conduits par leur chef Alexander McGillivray, s'allièrent aux Britanniques et attaquèrent les colons de Géorgie. Après la guerre, les États-Unis signèrent divers traités avec les Creeks dont le traité de New York en 1790, par lequel ils cédaient la plupart de leurs terres de l'est de la Géorgie aux États-Unis et acceptait de restituer aux autorités américaines les esclaves en fuite. En contrepartie, les Américains accordaient aux Creeks le droit de punir ceux qui violeraient les frontières de leur territoire.
Au début du XIXe siècle, des colons commencèrent à s'établir bien au-delà des frontières du territoire Creek, telles que définies par le traité et des tensions naquirent entre colons et Amérindiens ainsi qu'au sein de la Nation creek, entre ceux qui souhaitaient vivre en paix avec les États-Unis et ceux qui voulaient la guerre. Un conflit ouvert éclata, en 1813, entre les Lower Creeks, qui voulaient la paix avec les Américains et les Upper Creeks, ou Red Sticks. Ce conflit concomitant à la guerre de 1812, ne se déroula pas sans intervention des États-Unis. Après un an de combats, les Red Sticks furent vaincus par les troupes américaines conduites par Andrew Jackson. Ils furent contraints de signer le traité de Fort Jackson, qui accordait aux États-Unis 89 000 km2 (22 millions d'acres) de territoire creek.
Les traités suivants ne furent pas plus favorables aux Creeks, qui furent à nouveau contraints de céder des terres lors des traités de Fort Mitchell, en 1818, d'Indian Springs, en 1821, et Washington, en 1826. Le traité de Cusseta, en 1832, dépouilla même la nation Creek de toutes ses terres en stipulant que chaque chef de famille creek se voyait alloué, à titre personnel, 320 acres de terres. Les Creeks, ignorant pour la plupart ce qu'était un titre de propriété, se virent bientôt roulés par des Blancs peu scrupuleux. Vers 1835, nombre de Creeks ne possédaient plus rien lorsqu'ils apprirent qu'en Floride, les Séminoles s'étaient révoltés, révolte connue depuis lors sous l'appellation de seconde guerre séminole.

## Le conflit
En mai 1836, des Creeks assassinèrent cinq Blancs dans le sud de l'Alabama et des guerriers creeks traversèrent la Chattahoochee pour attaquer la localité de Roanoke en Géorgie. C'est le prétexte qu'attendait William Schley, gouverneur de Géorgie, pour se débarrasser définitivement du problème indien. Il autorisa les comtés à lever leurs propres milices afin de défendre les colons. Les volontaires ne manquèrent pas à l'appel, mais un problème de budget se posait. L'État et les comtés ne disposaient pas des sommes nécessaires à l'entretien de tant d'hommes. Le gouverneur demanda donc l'aide du gouvernement fédéral, mais en raison de la guerre contre les Séminoles en Floride, peu de troupes étaient alors disponibles. Washington envoya cependant quelques hommes conduits par le général Winfield Scott.
Le 9 juin 1836, eut lieu la bataille de Shepherd's Plantation dans le comté de Stewart. Une milice de Géorgie, conduite par le capitaine Hammond Garmany, avait été envoyée dans le comté pour y protéger les colons. La troupe se retrouva pratiquement encerclée par des guerriers creeks dans une forêt. Le capitaine organisa une retraite vers une ferme des environs, mais tous ses hommes ne purent faire mouvement. La ferme se retrouva à son tour assiégée par les Creeks, jusqu'à ce qu'une troupe de 30 miliciens conduite par le major Jernigan arrive et leur permette de s'échapper. La milice de Géorgie perdit huit hommes et dut déplorer plusieurs blessés, dont le capitaine Garmany.
La plupart des « batailles » qui suivent devraient plutôt être qualifiées d'escarmouches, ce conflit étant clairement composée d'actions de guérilla. Le 9 juin toujours, le bateau à vapeur Metamora qui transporte des troupes de la milice de Géorgie est incendié par des guerriers creeks sur les berges de la Chattahoochee, à proximité de Colombus.
Le 1er juillet 1836, le général Scott déclare, un peu prématurément, la Guerre Creek terminée, à la suite de la capture d'un certain nombre de guerriers. Leur vieux chef Neamathla, âgé de plus de quatre-vingts ans, et quelques centaines de guerriers sont enchaînés pour une marche d'environ 150 km qui les conduira de Fort Mitchell à Montgomery en Alabama.
Le 3 juillet, une bataille se déroule à Chickasawhachee Swamp dans le comté de Baker. Les soldats mettent en fuite les Creeks et se saisissent de leurs provisions. C'est ensuite la milice de Géorgie qui le 10 juillet attaque des Creeks qui se replient vers la Floride. Elle disperse des familles terrifiées, des bébés seront ensuite retrouvés morts, abandonnés.
Le long de la Nochaway Creek, le 25 juillet, une compagnie de la milice poursuit des Creeks, mais est contrainte de battre en retraite, les guerriers creeks étant bien supérieurs en nombre. La milice revient le 27 juillet avec des renforts et force les Creeks à faire retraite à leur tour. On rapporte ensuite de nombreuses escarmouches jusqu'en mars 1837.
Une milice de l'Alabama encercle un campement creek dans un marais proche de la Pea River le 25 mars. Les hostilités durent plus de quatre heures, de nombreux coups de feu sont échangés, causant de nombreux blessés de part et d'autre. On rapporte également des corps à corps, même les femmes creeks sont contraintes de combattre pour protéger la vie de leurs enfants. La milice prend finalement le campement, ayant perdu une douzaine d'hommes, plus de 50 Creeks ont été tués. Il s'agit de la dernière bataille en Géorgie ou en Alabama, les Creeks survivants se sont repliés en Floride où ils luttent au côté des Séminoles.